# فرانك بينيت (لاعب هوكي الجليد)
فرانك بينيت هو لاعب هوكي الجليد كندي، ولد في 4 مارس 1922 في تورونتو في كندا، وتوفي في 22 يونيو 1996.

## وصلات خارجية
- فرانك بينيت على موقع دوري الهوكي الوطني (الإنجليزية)
- فرانك بينيت على موقع EliteProspects.com (الإنجليزية)
- فرانك بينيت على موقع HockeyDB.com (الإنجليزية)
- فرانك بينيت على موقع Hockey-Reference.com (الإنجليزية)